# Детски кът
Детски кът е сюита за пиано от Клод Дебюси, завършена през 1908 г.
Посветена е на дъщерята на Дебюси – Ема, която е била на три години по време на написването ѝ. Пиесите не са предназначени да бъдат свирени от деца, а по-скоро имат за цел да събуждат спомени от детството.
Сюитата се състои от шест части, всяка от които с английско заглавие. Изборът на този език отразява англофилията на Дебюси.
1. Doctor Gradus ad Parnassum (Доктор Градус ад Парнасум)
2. Jimbo's Lullaby (Приспивната песничка на Джимбо)
3. Serenade for the Doll (Серенада за куклата)
4. The Snow is Dancing (Снегът танцува)
5. The Little Shepherd (Малкото овчарче)
6. Golliwog's Cakewalk (Кейкуолкът на Голиуог)

Заглавието на първа част загатва за учебната поредица пиеси за пиано на Муцио Клементи - Градус ад Парнасум. Най-известната пиеса е последната - Golliwog's Cakewalk. Средната част на този кейкуолк шеговито прекъсва на няколко пъти, за да се вметне началото на операта от Рихард Вагнер - Тристан и Изолда, отбелязано с "avec une grande émotion" (с много чувство). Всяка вметка е последвана от един вид музикален кикот посредством стакато акорди.
Детски ъгъл е публикувана от Дюран през 1908 г., а на 18 декември същата година се състои и световната ѝ премиера в Париж, в изпълнение на Харолд Бауер. На 25 март 1911 г. се състои премиера на оркестрация на произведението, направена от Андре Капле. Обикновено, изпълнението на сюитата трае около 15 минути.